# Тингведлир
Ти́нгведлир (исл. Þingvellir, исландский: [ˈθiŋkˌvɛtlɪr̥] (слушать)о файле) — долина в юго-западной части Исландии, вблизи полуострова Рейкьянес, а также одноимённый национальный парк, внесённый в список Всемирного наследия ЮНЕСКО.

## История
В долине Тингведлир, где в эпоху народовластия сходились конные пути из всех регионов Исландии, начиная с 930 года собирается исландское народное вече — альтинг, выполняющий как законодательные, так и судебные функции. Альтинг в Тингведлире — старейший парламент в Западной Европе — собирался регулярно с 930 до 1798 года, когда он был распущен датчанами.
На этом месте в 1000 году было принято решение о принятии исландцами христианства. Здесь же, в Тингведлире, 17 июня 1944 года была провозглашена независимость Исландского государства.

## Геология
В 1928 году в Исландии, на её юго-западе, был основан национальный парк «Тингвеллир». Парк лежит в пределах рифта и окружён активной вулканической зоной, в которой выделяется вулкан Хейнгидль, находящийся на южном берегу озера Тингвадлаватн. Парк Тингведлир пересекает река Эхсарау, образующая на его территории водопад Эхсараурфосс. В результате тектонических сдвигов, происходящих в этой точке планеты, здесь часты землетрясения. Эти процессы обусловлены соприкосновением в районе расхождения литосферных плит — Северо-американской и Евразийской.
С 2004 года национальный парк «Тингведлир» занесён ЮНЕСКО в список Всемирного наследия как уникальное свидетельство об эпохе исландского народовластия.